# 7504 Kawakita
7504 Kawakita (1997 AF1) là một tiểu hành tinh vành đai chính được phát hiện ngày 2 tháng 1 năm 1997 bởi T. Kobayashi ở Oizumi.